# Ambosores (Orol)
Ambosores (llamada oficialmente Santa María de Ambosores) es una parroquia y una aldea despoblada, española del municipio de Orol, en la provincia de Lugo, Galicia.

## Otras denominaciones
La parroquia también es conocida por el nombre de Ambrosores (posible errata).

## Organización territorial
La parroquia está formada por catorce entidades de población, constando doce de ellas en el nomenclátor del Instituto Nacional de Estadística español:

### Entidades de población
Entidades de población que forman parte de la parroquia:
- Baroso
- Carcallosa[8] (A Carcallosa)
- Entrambosores
- Ferrajosa[9] (A Ferraxosa)
- Fragachá[10] (A Fraga Chá)
- Iglesia[11] (A Igrexa)
- Santar
- Tojoso[12] (Toxoso)
- Veira da Fraga[13] (A Beira da Fraga)

### Despoblados
Despoblados que forman parte de la parroquia:
- Ambosores
- Cabezón[14] (O Cabezón)
- Cereixina[15] (A Cereixiña)
- Outeiro[16] (O Outeiro)
- Ribeira[17] (A Ribeira da Señora)

## Demografía

### Parroquia
| Gráfica de evolución demográfica de Ambosores (parroquia) entre 2000 y 2020 |
|                                                                             |
| Datos según el nomenclátor publicado por el INE.                            |